# Delestjärnet (Dalskogs socken, Dalsland)
Delestjärnet är en sjö i Melleruds kommun i Dalsland och ingår i Göta älvs huvudavrinningsområde.